# أري غرينبيرغ
أري غرينبيرغ (بالإنجليزية: Ari Greenberg)‏ هو لاعب الجسر ‏ أمريكي، ولد في 1 أبريل 1981.